# Argas assimilis
Argas assimilis är en fästingart som beskrevs av Teng och Song 1983. Argas assimilis ingår i släktet Argas och familjen mjuka fästingar. Inga underarter finns listade i Catalogue of Life.